# AMD K8
AMD K8 är en processorarkitektur som togs fram 2003 av AMD. Arkitekturen bygger vidare på K7-arkitekturen från AMD, vilken kunde utföra väldigt många instruktioner per klockcykel, även kallad IPC.
K8 förde med sig en hel del nyheter. AMD integrerade en minneskontroller i processorn som körs på samma klockfrekvens som processorn, vilket gör att en extremt låg accesstid till datorns RAM-minne uppnås. Det resulterar i att data som ligger i RAM-minnet kan exekveras fortare och prestandan förbättras. Detta är inte bara en bra lösning genom att det ökar prestandan, utan det får processorn att öka i prestanda oproportionellt, vilket är positivt inom prestandaskalning. Orsaken är att arkitekturen ständigt skjuter i klockfrekvens, liksom minneskontrollern, vilket gör att processorns minneshantering blir snabbare och snabbare.
Så kallad hypertransport introducerades också med K8-arkitekturen. Hypertransport tillåter processorn att kommunicera med övriga komponenter i datorn och även andra processorer i multiprocessorsystem, oberoende av något annat. Hypertransport är extremt snabbt och är helt oberoende av processorns FSB, vilket sparar minnesbandbredd och ger högre minnesprestanda.
En annan stor nyhet i K8-arkitekturen är x86-64 som AMD tog fram och kallar AMD64. Detta tillåter AMD:s 64-bitars processorer att exekvera 32-bitars kod samtidigt med 64-bitars kod. 
Andra nyheter som introducerades var snabbare FSB och nya instruktionsuppsättningar. Den senaste "E"-versionen av K8, som är byggd kring 90nm sSOI tillverkningsprocess, har SSE, SSE2 och SSE3.
K8-arkitekturen är mycket energisnål och utvecklar väldigt lite värme.
AMD:s processorer Athlon64, Athlon64 FX, Athlon64 X2, Opteron och Turion64 bygger på K8-arkitekturen.